# Malvinas Argentinas (Córdoba)

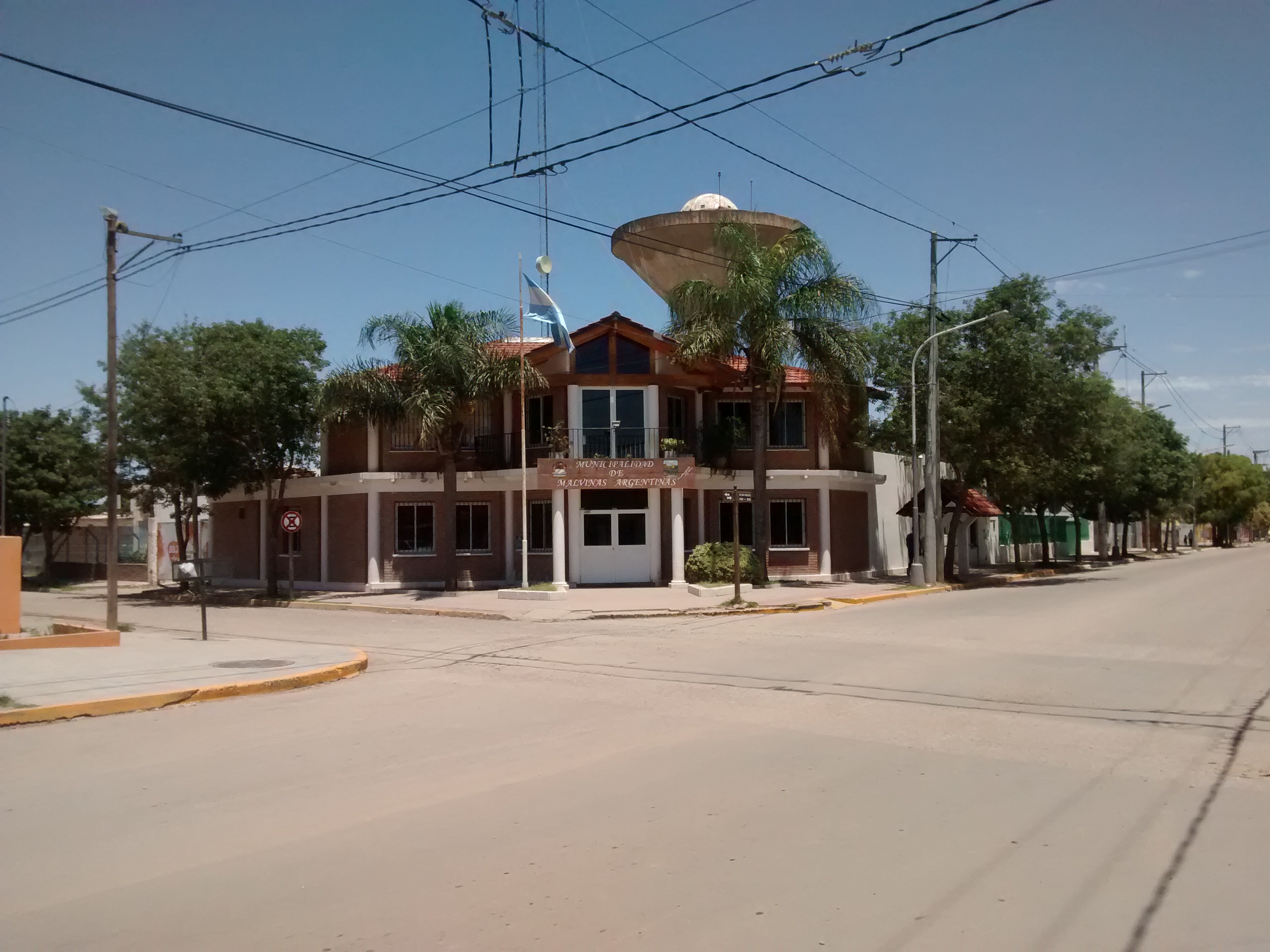
Malvinas Argentinas (2018)

Malvinas Argentinas ist ein Vorort der argentinischen Stadt Córdoba. Er liegt direkt östlich der Stadtgrenze und grenzt dort ans Cordobeser Viertel Jardín Arenales an. Vier Kilometer südlich des Ortes verläuft der Río Suquía.
Der Name ist eine Anspielung auf die argentinischen Ansprüche auf die Falklandinseln, die auf Spanisch Malvinas genannt werden. Der ursprüngliche Name lautete Kilómetro 711 nach dem Kilometerstand an der Bahnstrecke Richtung Santa Fe.
Malvinas Argentinas, das etwa 10.000 Einwohner zählt, ist ein eher ärmlicher Arbeitervorort. Er wächst wegen seiner niedrigen Grundstückspreise und der günstigen Lage zwischen zwei Hauptverkehrsstraßen zwischen Córdoba und Santa Fe sehr schnell an; zwischen 1991 und 2001 betrug das Wachstum 67 Prozent.
Eine Besonderheit ist, dass der Ort in der offiziellen Statistik einen eigenen kleinen Ballungsraum mit dem Viertel Jardín Arenales, das zur Stadt Córdoba gehört, bildet. Da Jardín Arenales selbst jedoch nicht durch durchgängige Bebauung mit der Kernstadt von Córdoba verbunden ist (die Lücke ist etwa 5 km breit), wird es vom INDEC als eigenständiger Ort geführt. Die enge Verbindung zwischen beiden Orten, verbunden mit einer von den Einwohnern als vernachlässigt empfundenen Infrastruktur, führte 2004/05 zu Plänen, Jardín Arenales aus Córdoba auszugemeinden und an Malvinas Argentinas anzuschließen. Diese sind bis 2008 jedoch nicht verwirklicht worden.